# 绰勒水库
绰勒水库位于中国内蒙古自治区兴安盟扎赉特旗音德尔镇上游20公里处，是上游的文得根水库的反调节水库。  
绰勒水利枢纽工程主要由挡水建筑物、泄水建筑物、河床式电站组成。水库总库容1.95亿立方米，防洪库容0.31亿立方米，最大坝高19.9米。按100年一遇洪水设计，500年一遇洪水标准校核。
工程总工期为三年。工程总投资为2.50亿元，其中主体工程1.9亿元。
绰勒水利枢纽建成后，可发展水田28万亩，电站装机1.05万千瓦，年均发电量3360万度，可将下游防洪标准由30年一遇提高至50年一遇。